# FOCSIV
La FOCSIV (Federazione Organismi Cristiani Servizio Internazionale Volontario) è una federazione costituitasi nel 1972, che raggruppa organizzazioni non governative italiane di ispirazione cristiana attive nel campo della solidarietà con i paesi in via di sviluppo. Oggi ne fanno parte 94 organizzazioni

## Storia
La federazione nasce con il nome di FOLM (Federazione degli Organismi di Laicato Missionario) per coordinare varie associazioni laiche di supporto alle missioni cattoliche. Nel 1972 prese l'attuale nome di FOCSIV e negli anni seguenti si espanse arrivando a contare, nel 2012, 65 ONG associate presenti in 80 diversi paesi del Sud del Mondo. A novembre 2022 le organizzazioni sono salite a 94. 
Tra i documenti citati come ispiratori della fondazione della federazione viene citata l'enciclica Populorum Progressio.

## Rete

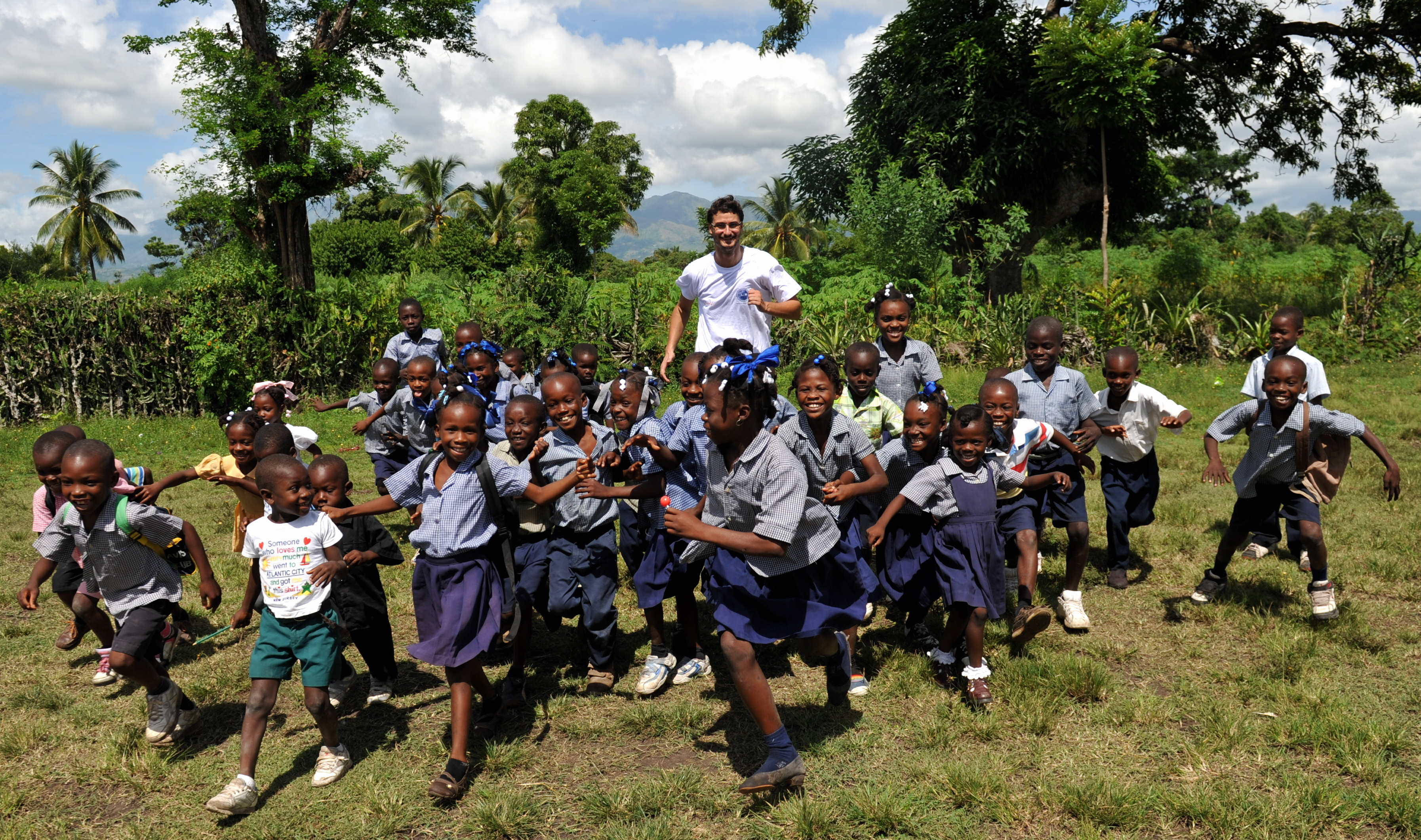
Volontario di FOCSIV tra i bambini di Haiti durante la sua esperienza

L'associazione rappresenta l’insieme degli Organismi Soci presso le istituzioni nazionali, pubbliche e private in ambito civile ed ecclesiale. A livello nazionale aderisce al Forum Nazionale del Terzo Settore, all'Associazione ONG Italiane, al CISA - Comitato Italiano per la Sovranità Alimentare, alla GCAP - Coalizione Italiana contro la Povertà e all’ASViS, alleanza nazionale per lo sviluppo sostenibile. 
Insieme a Caritas Italiana, Associazione comunità Papa Giovanni XXIII ed il GAVCI, FOCSIV aderisce alla rete dei Caschi bianchi. A livello internazionale aderisce a diverse reti mondiali tra cui CIDSE, la rete europea e nordamericana delle maggiori organizzazioni cattoliche di sviluppo della Chiesa Cattolica.